# Tamara Mello
Tamara Mello (Contea di Orange, 22 febbraio 1976) è un'attrice statunitense.

## Biografia
Già da bambina recitava al teatro comunale. La sua carriera iniziò nel 1993 con diverse apparizioni in alcuni telefilm, film e serie televisive. È apparsa in 7th Heaven, The Brady Bunch Movie, Boy Meets World, Kiss Me e in Diagnosis: Murder.
Nel 1999 debutta con il telefilm Popular, interpretando Lily, una ragazza ambientalista, prima omosessuale, poi vegetariana, amica con Sam McPerson (interpretata da Carly Pope) e Carmen Ferrara (interpretata da Sara Rue).
Dopo Popular ha avuto diverse proposte di lavoro, sempre nel mondo del cinema. Ha origini portoghesi e vive a Los Angeles con il suo cane, di nome Andrea.

## Filmografia

### Cinema
- The Making of '...And God Spoke', regia di Arthur Borman (1993)
- La famiglia Brady (The Brady Bunch Movie), regia di Betty Thomas (1995)
- Scorpion Spring, regia di Brian Cox (1995)
- Le avventure di Tom Sawyer e Huck Finn (Tom and Huck), regia di Peter Hewitt (1995)
- L'amore è un trucco (The Beautician and the Beast), regia di Ken Kwapis (1997)
- Infidelity/Hard Fall, regia di Jon Hess (1997)
- Overnight Delivery, regia di Jason Bloom (1998)
- Get a Job, regia di Gregg Cannizzaro (1998)
- Kiss Me, regia di Robert Iscove (1999)
- Carlo's Wake, regia di Mike Valerio (1999)
- Spanish Judges, regia di Oz Scott (2000)
- Tortilla Soup, regia di Maria Ripoll (2001)
- Scream at the Sound of the Beep, regia di Lori Fontanes (2002)
- Clean, regia di Nyle Cavazos Garcia (2004)

### Televisione
- Settimo cielo (7th Heaven) - serie TV, episodio 1x11 (1996)
- Un detective in corsia (Diagnosis Murder) - serie TV, episodio 4x21 (1997)
- Crescere, che fatica! (Boy Meets World) - serie TV, episodio 4x21 (1997)
- Nothing Sacred - serie TV, 20 episodi (1997-1998)
- Zoe, Duncan, Jack & Jane - serie TV, episodio 1x2 (1999)
- Popular - serie TV, 43 episodi (1999-2001)
- JAG - Avvocati in divisa (JAG) - serie TV, episodio 9x13 (2004)
- Squadra Med - Il coraggio delle donne (Strong Medicine) - serie TV, episodio 5x10 (2004)
- Hawaii - serie TV, episodio 1x8 (2004)
- Psych - serie TV, episodio 1x7 (2007)
- Worst Week - serie TV, episodio 1x1 (2008)
- The Mentalist - serie TV, episodio 5x19 (2013)
- Childrens Hospital - serie TV, episodio 6x13 (2015)
- Major Crimes - serie TV, episodio 4x14 (2015)
- School of Rock - serie TV, episodio 3x1 (2017)

## Doppiatrici italiane
Nelle versioni in italiano dei suoi film, Tamara Mello è stata doppiata da:
- Federica De Bortoli in Kiss Me e Popular
- Antonella Baldini in JAG - Avvocati in divisa
- Ilaria Latini in Un detective in corsia
- Francesca Manicone in The Mentalist
- Francesca Guadagno in Major Crimes
- Domitilla D'Amico in Psych